# Вілла Кардуччі
Вілла Кардуччі (італ. Villa Carducci), також Вілла Кардуччі Пандольфіні — комплекс невеликих будівель (зараз у межах міста Флоренція), що пристосували для заміської вілли. Вілла відома через випадково збережені фрески художника Андреа дель Кастаньйо (бл 1421—1457).

## Історія

### Архітектурні споруди
Колись це було передмістя Флоренції. Тут була фортечна міська брама, збереглася і вежа XIV століття. В XV ст. залишки будівель перебудували на віллу для прапороносця Філіппо Кардуччі. Ймовірно, він і замовив художнику Кастаньqо цикл фресок, що прикрасили велику залу вілли. В первісному стані декор зали не збережено.

### Літературна програма стінописів
За реконструкцією дослідників, зала виходила у садок і мала портик.
Фрески вілли мали власну літературну програму, за припущеннями створену відомим флорентійським гуманістом Аламанно Ринуччіні. Цикл фресок став майже ілюстрацією до спроб тодішніх гуманістів поєднати настанови католицизму з відродженою античністю. Тому до циклу включено зображення біблійні, сакральні разом з міфічними та історичними.

### Розташування фресок
На торцевій стіні над порталом було зображення мадонни з немовлям під балдахіном, який підтримували янголи. Бічні частину стіни займали зображення перших людей за Біблією — Адама та Єви.
Протилежний торець займало зображення Розп'яття Христа з Богородицею та Св. Єронімом.
Але найдовшу стіну зали займало ідеалізоване зображення трьох уславлених поетів Італії, трьох легендарних жінок та трьох політичних діячів Флоренції (Ciclo degli uomini e donne illustri). Всі вони подані у повний зріст (2,5 метри заввишки) на тлі шліфованого кольорового каменю. Аби підсилити декоративність фресок, кольори каменю за фігурами були різними і ніде не збігались. Кожна фігура мала обрамлення у вигляді пілястр і підпис внизу, хто є хто, що полегшило їх розпізнання.
- Троє поетів — це Данте, Петрарка, Бокаччо.
- Троє політичних діячів — Фаріната дельї Уберті, Піппо Спана, Нікколо Аччайолі.
- Троє уславлених жінок — цариця Есфір, сивіла Кумська, цариця Томіріс, яку згадував історик Геродот. Дослідники вважають, що уславлені жінки символізують різні Чесноти (алегорії чеснот).

### Подальша доля фресок

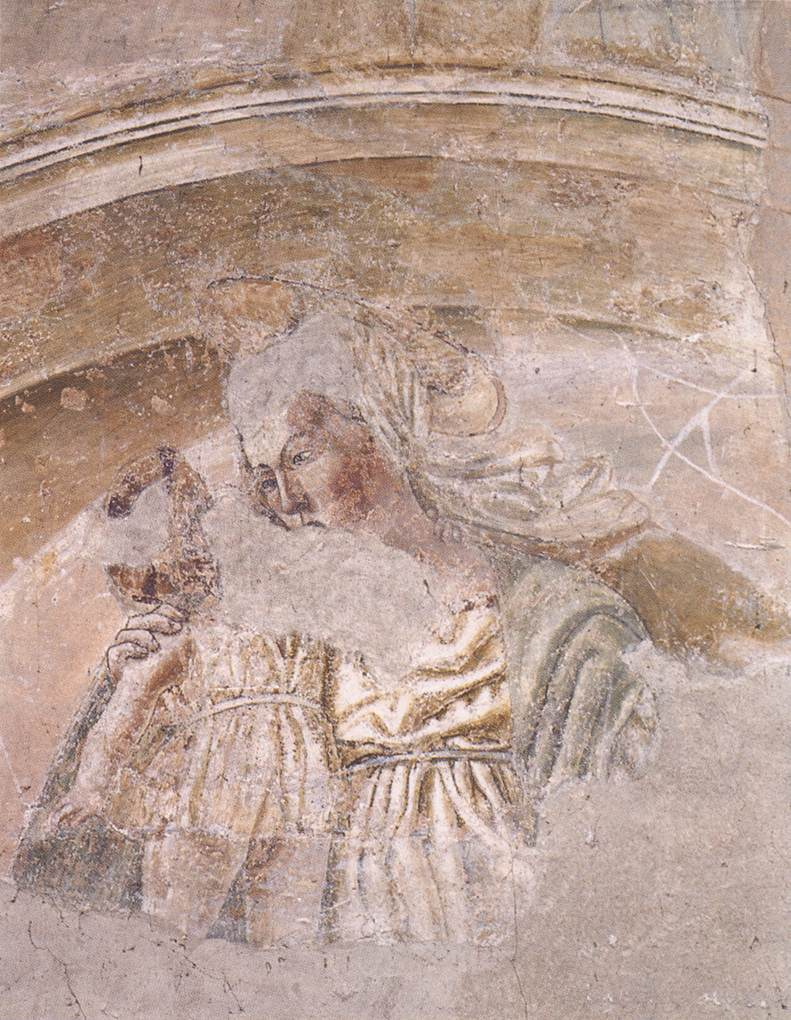
Залишки фрески «Мадонна з немовлям»

Приміщення перебудовувалось та пристосовувалось до нових вимог. Непотрібні нащадкам фрески замалювали. Фрески з зображенням Розп'яття Христа з Богородицею та Св. Єронімом взагалі знищено. Від фігури Есфірі збереглася лише верхня частина. Очищення колишньої зали від пізніших нашарувань виявило залишки зображення мадонни з немовлям та Адамом і Євою, які залишені на первісних місцях. Унікальний цикл XV століття з уславленими мужами та жінками знято зі стін. Їх декілька разів виставляли в різних приміщеннях і нарешті передали в музей Уффіці.
| Фреска | Назва    | Місцезнаходження |
| ------ | -------- | ---------------- |
|        | Данте    | Уффіці           |
|        | Петрарка | Уффіці           |
|        | Бокаччо  | Уффіці           |

| Фреска | Назва          | Місцезнаходження |
| ------ | -------------- | ---------------- |
|        | Цариця Томіріс | Уффіці           |
|        | Цариця Есфір   | Уффіці           |
|        | Сивіла Кумська | Уффіці           |

| Фреска | Назва                 | Місцезнаходження |
| ------ | --------------------- | ---------------- |
|        | Нікколо Аччайолі      | Уффіці           |
|        | Піппо Спана           | Уффіці           |
|        | Фаріната дельї Уберті | Уффіці           |